# Aharon Zisling
Aharon Zisling (en hebreo: אהרון ציזלינג‎), (26 de febrero de 1901 - 16 de enero de 1964) fue un político y ministro israelí y signatario de la Declaración de Independencia de Israel.

## Biografía

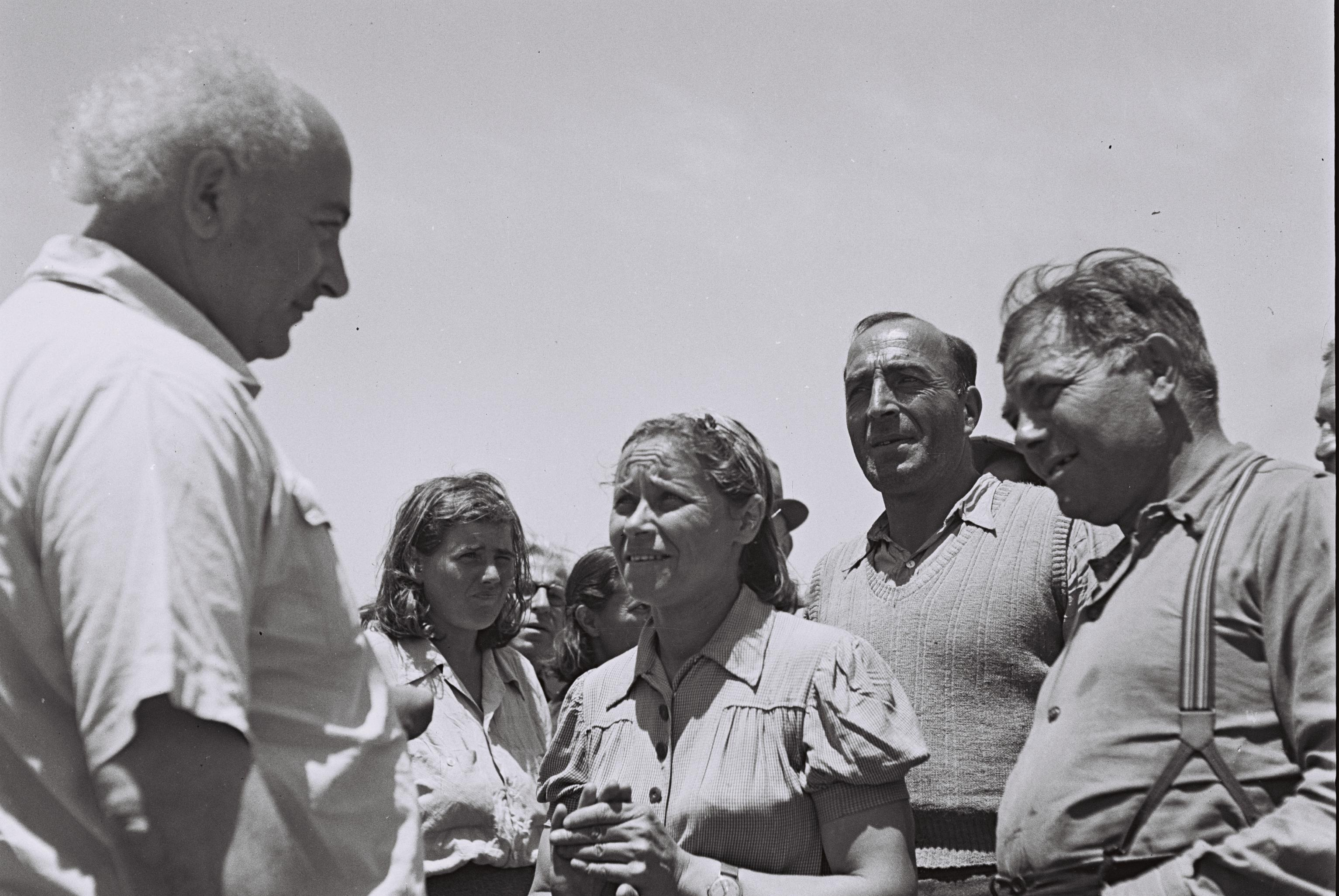
Aharon Zisling hablando con inmigrantes recién llegados, Haifa, julio de 1946

Nacido en Minsk en el Imperio Ruso (actual Bielorrusia), Zisling emigró a Eretz Israel en 1904. Fue uno de los fundadores de Youth Aliya. Como miembro del comando Haganah, Zisling participó en la fundación del Palmaj; fue fundador del partido Ahdut HaAvoda, delegado de la Agencia Judía ante la ONU y miembro del Comité Ejecutivo Sionista.
Tras la Declaración de Independencia de Israel en 1948, fue nombrado Ministro de Agricultura en el gobierno provisional de David Ben-Gurion. Para entonces, Ahdut HaAvoda se había integrado en el Mapam.
En 1949 fue elegido miembro de la primera Knesset, pero el Mapam no fue incluido en la coalición de Ben-Gurion y Zisling perdió su lugar en el gabinete. Fue reelegido en 1951 y formó parte de la facción que se separó del Mapam para crear Ajdut HaAvodá - Poalei Tzion. Perdió su escaño en las elecciones de 1955 y no volvió a la Knesset.